# Edward Sackville-West
Pour les articles homonymes, voir Sackville-West, Sackville et West.
Edward Charles Sackville-West, 5e baron Sackville, né le 3 novembre 1901 et mort le 4 juillet 1965, est un aristocrate anglais qui fut critique musical, romancier et à la fin de sa vie membre de la Chambre des lords. Musicalement doué depuis l'enfance, il est attiré jeune homme par la vie littéraire et écrit plusieurs romans semi-autobiographiques dans les années 1920 et 1930 qui n'ont qu'un succès limité, au contraire de sa biographie sur le poète Thomas de Quincey et The Record Guide, qui recense et note les derniers enregistrements de musique classique, dont la première édition date de 1951.
Comme critique et membre du comité de la Royal Opera House, il promeut les œuvres de jeunes compositeurs britanniques, dont Benjamin Britten et Michael Tippett.  Britten travaille avec lui sur un drame musical à la radio et lui dédie une de ses plus belles œuvres, la Sérénade pour ténor, cor et cordes.

## Biographie

### Formation
Sackville-West naît à Londres à Cadogan Gardens, fils unique du major-général Charles Sackville-West, plus tard 4e baron Sackville, et sa première femme, Maud Cecilia, née Bell (1873-1920). Il est éduqué à Eton et à Christ Church (Oxford). Lorsqu'il est à Eton, il étudie le piano avec Irene Scharrer, épouse de son housemaster, et grâce à son talent gagne le prix de musique d'Eton en 1918. Son ami Desmond Shawe-Taylor dit de lui : « Il n'y avait pas beaucoup de garcons qui auraient pu jouer à un concert scolaire le concerto pour piano n° 2 de Rachmaninoff. Il a caressé l'idée d'entreprendre une carrière de pianiste, mais n'a pu le faire à cause d'une santé fragile. ». Il se fait de nombreux amis à Oxford qui partagent ses goûts littéraires, dont Maurice Bowra, Roy Harrod et L. P. Hartley, et ainsi son intérêt pour la littérature commence à rivaliser avec celui pour la musique. Il quitte Oxford sans être diplômé et commence une carrière d'écrivain publiant d'abord des romans semi-autobiographiques.

### Romancier

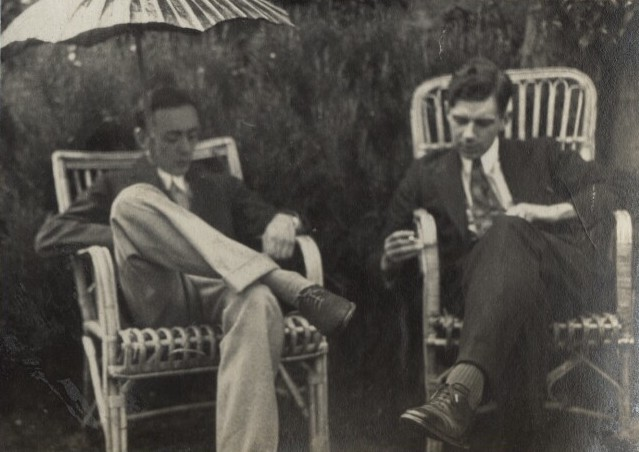
Edward Sackville-West (à gauche), avec le critique littéraire Raymond Mortimer au Garsington Manor, en juin 1923.

Son premier roman, The Ruin: A Gothic Novel, est largement autobiographique, avec des descriptions de relations turbulentes, non conventionnelles et finalement calamiteuses comprenant des personnages facilement identifiables à l'intérieur du cercle de Sackville-West. La publication de ce premier roman est repoussée et c'est son deuxième roman qui est publié en premier sous le titre de Piano Quintet. Le biographe de Sackville-West, Michael de-la-Noy, écrit : « The Ruin, perçu comme tentative littéraire gothique de la part de Sackville-West, ce qui lui a causé beaucoup de peines inutiles, était fortement lié au style maniéré du mouvement décadent de la fin du XIXe siècle dont Eddy malheureusement était enamouré depuis ses dix-sept ans. »
Il publie trois autres romans, Mandrake over the Water-Carrier (1928), Simpson: A Life (1931) et The Sun in Capricorn (1934). Ils reçoivent des critiques polis, mais ne marquent pas. À propos de ce troisième roman, The Times écrit : « Ce livre est écrit extrêmement intelligemment et agréablement, mais pour une intelligence ordinaire il paraît totalement inconséquent. » ; Simpson: A Life est celui qui est le mieux reçu. Son portrait d'une gouvernante d'enfants est jugé « impressionnant et dans son genre original d'autant plus que Simpson est dépeinte de manière très plaisante et distante et ressemble peu à la nanny conventionnelle de la réalité ou de la fiction ». Dans cette période, Sackville-West écrit A Flame in Sunlight: the Life and Work of Thomas De Quincey (1936), qui lui fait gagner le James Tait Black Memorial Prize,.

### Travail musical
En 1935, Sackville-West devient critique musical du magazine New Statesman, poste qu'il assume pendant vingt ans, écrivant chaque semaine des critiques de disques. The Times écrit que ses articles « se distinguent non seulement pour leur maîtrise d'une phrase bien ciselée, mais aussi pour leur propagation zélée de jeunes compositeurs britanniques. ». C'était un grand admirateur de la musique de Benjamin Britten dont il ne cessa de faire l'éloge. Pendant la Seconde Guerre mondiale, Sackville-West rejoignit la BBC comme « arrangeur et directeur de programmes. ». En 1943, il écrit The Rescue: a Melodrama for Broadcasting, dont Britten compose la musique qui est diffusée cette année et rediffusée par la suite. Le producteur de la BBC Val Gielgud la qualifie de « véritable classique de la radio ». Le thème de The Rescue est la fin de l'Odyssée. Maurice Bowra la surnomme The Eddyssey.. La même année, Britten lui dédie sa 
Sérénade pour ténor, cor et cordes.
En plus de sa chronique dans The New Statesman, Sackville-West écrit aussi chaque trimestre pour The Gramophone, et, avec Shawe-Taylor, publie The Record Guide, qui sort pour la première fois en 1951. C'est un gros guide faisant la recension des enregistrements de musique classique disponibles. D'autres éditions suivent avec de plus en plus de recensions ce qui nécessite d'engager deux jeunes critiques, Andrew Porter et William Mann. L'édition de 1955 compte 1957 pages, puis Sackville-West, Shawe-Taylor et leurs collègues cessent leur entreprise.
De 1950 à  1955, Sackville-West est membre du comité de la Royal Opera House de Covent Garden, où il poursuit sa défense de la cause de la musique moderne britannique, comme celle de Michael Tippett dont l'opéra The Midsummer Marriage est joué pour la première fois en 1955.

### Vie privée

Long Crichel House, dans le Dorset, bâtie en 1786.

Le château de famille des Sackville-West est Knole dans le Kent. Cette demeure historique est aujourd'hui ouverte au public. Ce n'est qu'en 1945 que Sackville-West acquiert une maison pour lui, ayant habité auparavant avec l'historien d'art Kenneth Clark et sa famille à  Upton, près de Tetbury. Il achète à trois avec  Shawe-Taylor et le marchand d'art Eardley Knollys une maison de campagne, Long Crichel House, ancien presbytère près de Wimborne. Il y organise avec le critique littéraire  Raymond Mortimer « ce qui était en fait un salon masculin réunissant les week-ends une constellation d'amis du monde littéraire et musical. ». Parmi les invités, on compte E.M. Forster, Benjamin Britten, Nancy Mitford, James Lees-Milne, Graham Greene, Vanessa Bell, Duncan Grant et Ben Nicolson. C'était un salon considéré comme l'un des derniers importants de l'après-guerre,. En 1956, il achète aussi en Irlande Cooleville House à Clogheen dans le  comté de Tipperary. À la mort de son père, le 8 mai 1962, il hérite du titre de baron Sackville. Il prend possession de son siège à la Chambre des lords mais il n'y a jamais prononcé de discours.
Il meurt soudainement in 1965 à Cooleville, âgé de 63 ans. Desmond Shawe-Taylor écrit : « Presqu'un quart d'heure avant, il avait mis pour un ami qui habitait chez lui le dernier disque de Britten Songs from the Chinese, jouées par Peter Pears et Julian Bream. Lorsque je suis arrivé pour les funérailles quelques jours plus tard, ce disque était toujours sorti de sa pochette, chose qu'Eddy qui était si méticuleux n'aurait jamais permise. ». Son titre passe ensuite à son cousin Lionel Sackville-West, devenu 6e baron Sackville.

## Legs
À sa mort en 1965, Sackville-West lègue une grande collection de tableaux à son ami et ancien amant Eardley Knollys, qui les ajoute à sa propre collection et les transmet après sa mort en 1991 à un émigré bulgare, Mattei Radev, encadreur et ancien amant de Forster. Cette collection, connue aujourd'hui comme « The Radev Collection », consiste en plus de 800 œuvres d'impressionnistes et de peintres modernistes,.